# Nizina Południowowielkopolska
Nizina Południowowielkopolska (318.1-2) – makroregion w środkowo-zachodniej Polsce, zachodnia część Nizin Środkowopolskich położona w dorzeczu środkowej Warty, nizina denudacyjna przecięta pradolinami Warty utworzonymi przez lądolód skandynawski, Prosny i Neru; największym miastem jest Kalisz.
Nizina Południowowielkopolska jest regionem rolniczym, o jednym z najważniejszych w Polsce poziomów rozwoju tego działu gospodarki. Przez stulecia była uważana za spichlerz Polski. Uprawia się tam głównie pszenicę, żyto, ziemniaki, buraki cukrowe, rzepak oraz warzywa i owoce. Rozwinięta jest także hodowla trzody chlewnej, bydła i drobiu. Wysoko wydajne rolnictwo stało się podstawą rozwoju przemysłu spożywczego. Na obszarze całej tej krainy rozsiane są młyny, browary, zakłady przetworów ziemniaczanych, warzywnych i owocowych, gorzelnie oraz zakłady mięsne.
Na Nizinie Południowowielkopolskiej przeważają małe miasta, poniżej 10 tysięcy mieszkańców. Rozmieszczone są one dość równomiernie. Największe miasta to: Kalisz, Konin, Leszno, Ostrów Wielkopolski, Sieradz. 
Na Nizinie Południowowielkopolskiej występują złoża węgla brunatnego oraz soli kamiennej (Kłodawa). Węgiel brunatny wydobywany jest na północy tego regionu, w okolicach miasta Turek, oraz na południu, w sąsiedztwie Bełchatowa. Tuż obok kopalni w Bełchatowie wybudowano ogromną elektrownię spalającą węgiel brunatny. Oba te zakłady stanowią podstawową część Piotrkowsko-Bełchatowskiego Okręgu Przemysłowego. Jego powstanie i rozwój spowodowały ogromne szkody w środowisku naturalnym. Odkrywkowa kopalnia węgla brunatnego w Bełchatowie jest jednym z najważniejszych wykopów w Europie – ma głębokość 190 m, szerokość około 2,5 km i długość niemal 5 km. Dlatego też, nieco złośliwie, zwana jest przez ekologów "największą dziurą w Europie”. Elektrownia w Bełchatowie jest też jednym z największych w Polsce producentów szkodliwych pyłów i gazów. Także koło kopalni węgla brunatnego w Turku wybudowano dużą elektrownie cieplną. Również ten zespół górniczo-energetyczny stanowi poważne zagrożenia dla środowiska przyrodniczego Niziny Południowowielkopolskiej i obszarów z nią sąsiadujących.
W skład Niziny Południowowielkopolskiej wchodzą także mniejsze jednostki:
- Wysoczyzna Leszczyńska
- Wysoczyzna Kaliska
- Dolina Konińska
- Kotlina Kolska
- Wysoczyzna Kłodawska
- Równina Rychwalska
- Wysoczyzna Turecka
- Kotlina Sieradzka
- Wysoczyzna Łaska
- Kotlina Grabowska
- Wysoczyzna Złoczewska
- Kotlina Szczercowska
- Wysoczyzna Wieruszowska